# 五十嵐一
五十嵐 一（いがらし ひとし、1947年（昭和22年）6月10日 - 1991年（平成3年）7月11日）は、日本の中東・イスラーム学者。井筒俊彦の弟子。比較文学の学者である五十嵐雅子は妻。長男の五十嵐中も大学教授である。十数の言語の読み書きが出来、イスラム思想、数学や医学、ギリシア哲学などを研究していた。

## 生涯・人物
新潟県新潟市出身。新潟大学教育学部附属新潟小学校、新潟県立新潟高等学校を経て、1970年（昭和45年）に東京大学理学部数学科を卒業した。理数系から人文系に転身し、1976年（昭和51年）に同大学院美学芸術学博士課程を修了した。同年からイランに留学し、イラン革命が起こった1979年（昭和54年）までイラン王立哲学アカデミー研究員を務めた。1986年より死去まで助教授として筑波大学に勤務した。
1990年（平成2年）にサルマン・ラシュディの小説『悪魔の詩』を邦訳した。日本語への翻訳を計画していたイタリア人実業家は、五十嵐に依頼する前に、他の5人の翻訳者から断られていた。同書は内容がムハンマドを侮辱しているなどとして、イランの最高指導者ルーホッラー・ホメイニー、 ライース・スィビキにより作者や関係者への死刑宣告がなされており、在日イスラム関係団体から出版見送りの要請がなされたり、出版記者会見の席上でイスラム国家主義者のパキスタン人（事件後、強制送還された）に襲撃されるなど、その翻訳は大きな問題となった。五十嵐自身は「ホメイニー師の死刑宣告は勇み足であった」、「イスラームこそ元来は、もっともっと大きくて健康的な宗教ではなかったか」と述べている。
1991年（平成3年）7月11日、筑波大学筑波キャンパスの構内で何者かにより刺殺された（悪魔の詩訳者殺人事件）。上記の事由により、イラン革命防衛隊の工作員あるいはバングラデシュ人学生による犯行であるとする推測がなされたものの、犯人が逮捕されることなく公訴時効となった。
警察の捜査中、学内にある五十嵐の机の引き出しから、殺害前数週間以内に書いたと思われるメモが発見された。これには壇ノ浦の戦いに関する四行詩が日本語とフランス語で書かれていたが、4行目の「壇ノ浦で殺される」という日本語の節に対し、フランス語で「階段の裏で殺される」と書かれていた。このため、五十嵐は身の危険が迫っていた事を察知していたのではないかとする憶測が生まれた。
五十嵐は執筆や演劇活動を通じて持論を積極的に発信していく行動派として知られ、その講義は常時300人近い学生が詰めかけるほどの人気を集めていた。
事件から27年たった2018年には教え子らが、事件の風化を防ぐ目的で、五十嵐と親交のあった人物の証言などを集めた追悼集を作成し、同年7月に開催された「回想五十嵐一氏の会」で出席者に配布した。

## 著作

### 単著
- 『イラン体験 落とされた果実への挽歌』東洋経済新報社〈V-books〉、1979年7月。ISBN 9784492070178。
- 『知の連鎖 イスラームとギリシアの饗宴』勁草書房、1983年1月。ISBN 9784326100569。
- 『中東共育のすすめ イランの知恵と日本の無知』東洋経済新報社、1983年9月。ISBN 9784492040225。
- 『音楽の風土 革命は短調で訪れる』中央公論社〈中公新書 737〉、1984年8月。ISBN 9784121007377。
- 『イスラーム・ルネサンス』勁草書房、1986年4月。ISBN 9784326151684。
- 『東方の医と知 イブン・スィーナー研究』講談社、1989年11月。ISBN 9784062041577。
- 『摩擦に立つ文明 ナウマンの牙の射程』中央公論社〈中公新書 919〉、1989年4月。ISBN 9784121009197。
- 『神秘主義のエクリチュール』法蔵館、1989年9月。ISBN 9784831871695。
- 『イスラーム・ラディカリズム 私はなぜ「悪魔の詩」を訳したか』法蔵館、1990年7月。
- 『中東ハンパが日本を滅ぼす アラブは要るが、アブラは要らぬ』徳間書店〈Tokuma books〉、1991年5月。ISBN 9784195045527。

### 翻訳
- 伊東俊太郎責任編集 編『イブン・スィーナー』朝日出版社〈科学の名著 8〉、1981年11月。ISBN 9784255810287。
- サルマン・ラシュディ『悪魔の詩』 上、プロモーションズ・ジャンニ、1990年2月。ISBN 9784787790019。
- サルマン・ラシュディ『悪魔の詩』 下、プロモーションズ・ジャンニ、1990年9月。ISBN 9784787790156。

### 共著
- 『<かたち>の時空系』朝日出版社〈講座 思考の関数 2〉、1984年4月。ISBN 9784255840086。
- 今道友信 編『美学の歴史』東京大学出版会〈講座美学 1〉、1984年5月。ISBN 9784130150316。

## 論文
- 「中世ユークリッド伝承の一展開――Hermenides 証言を繞って」『中世思想研究』第18号、中世哲学学会、1976年10月、84-97頁、NAID 40002424848。
- 「知的総体としてのイスラーム――論文解説」『理想』第559号、理想社、1979年12月、120-123頁、NAID 40003723543。
- 「イラン革命診断 上」『エコノミスト』第58巻第26号、毎日新聞社、1980年6月、46-52頁、NAID 40000228185。
- 「イラン革命診断 中」『エコノミスト』第58巻第27号、毎日新聞社、1980年7月、42-48頁、NAID 40000228197。
- 「イラン革命診断 下」『エコノミスト』第58巻第28号、毎日新聞社、1980年7月、54-60頁、NAID 40000228216。
- 「渾沌の神は死なず――イランの知恵と日本の無知」『中央公論』第96巻第2号、中央公論新社、1981年2月、184-203頁、NAID 40002394886。
- 「神の愛でし人――イラン・イスラーム思想の現状と意味」『理想』第586号、理想社、1982年3月、33-45頁、NAID 40003724510。
- 「詩が真実――文学社会学序説」『理想』第620号、理想社、1985年1月、242-253頁、NAID 40003725165。
- 「"秤"の学――イスラーム的知の相貌」『宗教と文化』第11号、聖心女子大学キリスト教文化研究所、1985年4月、63-80頁、NAID 40004195146。
- 「『意味の深みへ――東洋哲学の水位』井筒俊彦」『文明』第48号、東海大学文明研究所、1986年1月、85-92頁、NAID 40003441732。
- 「The lyf so short,the craft so long to lerne――医学の移転におけるchallengeとresponse」『宗教と文化』第12号、聖心女子大学キリスト教文化研究所、1987年3月、89-111頁、NAID 40004195151。
- 「神秘主義のエクリチュール 1」『言語文化論集』第24号、筑波大学、1988年1月、187-204頁、NAID 110000425775。
- 「語呂合わせのすすめ」『外国語教育論集』第10巻、筑波大学、1988年3月、280-281頁、NAID 110000132480。
- 「神秘主義のエクリチュール 2」『言語文化論集』第26号、筑波大学、1988年7月、206-220頁、NAID 110000425803。
- 「神秘主義のエクリチュール 3」『言語文化論集』第27号、筑波大学現代語・現代文化学系、1988年12月、186-200頁、NAID 40004202524。
- 「The lyf so short,the craft so long to lerne 2 期待される医師像」『宗教と文化』第13号、聖心女子大学キリスト教文化研究所、1989年3月、79-94頁、NAID 40004195164。
- 「神秘主義のエクリチュール 4」『言語文化論集』第28号、筑波大学、1989年3月、147-162頁、NAID 110000425814。
- 「神秘主義のエクリチュール 5」『言語文化論集』第29号、筑波大学、1989年、141-154頁、NAID 110000425825。
- 「西洋思想の場合 ――流出論もしくは善的一元論の検証――」『比較思想研究』第16号、大正大学、1989年、7-12頁、NAID 110000311968。
- 「イスラームの死生観――イブン・スィーナーの医学思想に見るバランス感覚の妙」『東洋学術研究』第28巻第4号、東洋哲学研究所、1989年、104-115頁、NAID 40002651379。
- 「ホメイニが守り通したもの」『知識』第93号、彩文社、1989年9月、252-258頁、NAID 40004336586。
- 「「悪魔の詩」の全貌――英語文学としての解読（＝毒）」『ユリイカ』第21巻第14号、青土社、1989年11月、87-109頁、NAID 40003693463。
- 「小説「悪魔の詩」事件――イスラームを"国際化"する」『ユリイカ』第21巻第14号、青土社、1989年11月、146-156頁、NAID 40003693468。
- 「私はなぜ「悪魔の詩」を訳したか」『中央公論』第105巻第4号、中央公論新社、1990年4月、322-331頁、NAID 40002398539。
- 「イスラームの書物連鎖――イヴン・スィーナーの書物的人生を中心に」『ユリイカ』第23巻第8号、青土社、1991年8月、132-139頁、NAID 40003694390。